# معركة كرزت
معركة كرزت أو معركة هاجوفا (بالتركية: Haçova Muharebesi) هي معركة حصلت في تاريخ 24-26 تشرين الأول 1596. نشبت المعركة بين تحالف هابسبورغي-ترانسيلفاني والدولة العثمانية قرب قرية هاجوفا في شمال المجر -وتسمي الآن «Mezőkeresztes أو مزو كرزتش» حيث مزو تعني «حقل» وكرزتش تعني «الصليبيين» باللغةالمجرية. انتهت المعركة بانتصار الدولة العثمانية.

## خلفية
في 23 حزيران 1596، سار جيش عثماني من إسطنبول، تحت إمرة السلطان محمد الثالث عبر أدرنة وبلوفديف ونيش وصوفيا ليصل إلى بلغراد في التاسع من تموز. في 20 تموز، عبر الجيش العثماني نهر سافا ليدخل مناطق النمسا. دُعيَ مجلس حربيٌّ إلى قلعة سلانكمن، وقرر المجلس أن يضع قلعة إغر المجرية تحت الحصار، وتكمن أهمية القلعة بأنها تتحكم بطرق المواصلات بين النمسا الهابسبورغية وترانسلفانيا، وقد كانت جميع هذه المناطق تقاوم الفتح العثماني.
وصلت الأخبار سريعاً بأن النمساويون قد حاصرت ونجحت في إسقاط قلعة هاتافان وقتل النمساويون جميع العثمانيين المتمركزين في القلعة، بما فيهم الأطفال والنساء. بدأ الجيش العثماني حصاراً على إغر في 21 أيلول 1596، وفي 12 تشرين أول إستسلمت القلعة للعثمانيين. وكانتقام للمجزرة التي حصلت في هاتافان، أُعدم جميع الجنود الذين تم أسرهم.
بعد زمن ليس ببعيد، استلمت القيادة العثمانية بلاغاً بأن جيشاً مشتركاً من النمساويين والترانسلفانيين كان يتقدم تجاه جيش الحملة العثمانية. أُجريَ مجلسٌ عسكريٌ تحت قيادة الصدر الأعظم داماد إبراهيم باشا. وقرر المجلس بأن الجيش العثماني يجب أن يخرج من قلعة إرلاو، ليقابل النمساويين في ساحة معركة ملائمة. كان رأي السلطان مغايراً، فقد كان يريد للجيش أن لا يشتبك مع العدو وأن يعود إلى إسطنبول؛ إلا أنه وبصعوبة شديدة تم إقناعه أن يسمح للجيش بالاشتباك مع قوات العدو.

## المعركة
سار الجيش العثماني عبر العديد من المستنقعات ووصل إلى هاجوفا (وتعني: سهل الصليب)، بعد مسير طويل وشاق، وبعد حصارٍ متعب، إلتقى الجيشان في سهول هاجوفا. كان الجيش النمساوي-الترانسلفاني تحت قيادة أرشيدوق النمسا ماكسيميليان الثالث وأمير ترانسلفانيا سيغسموند باثوري في موقع المعركة في خنادق محصنة. بدأت معركة هاجوفا عندما هاجم الجيش العثماني الخنادق النمساوية، واستمرت ليومين كاملين. أُستعملت الأسلحة النارية المبكرة على نطاقٍ واسعٍ في هذه المعركة، نجح النمساويون في صد الهجوم العثماني ودفعوهم إلى الترجع بعد أن قصفوهم بوابلٍ من نيران المدافع والمسكيت.
في اليوم الثاني من المعركة، ظهر الجيش العثماني على أنه هزم، وفقاً للمؤرخ العثماني، إبراهيم بجوي:
أراد قائد الجيش العثماني، السلطان محمد الثالث، أن ينسحب من ساحة المعركة، فاستشار معلمه أولاً، الحاج سعد الدين أفندي، فأجابه معلمه بأنه يجب عليه أن يكمل المعركة حتى النهاية، فسار السلطان على نصيحة معلمه، وأمر باستمرار المعركة.
في اليوم الثاني من المعركة، اشتد القتال. وصلت القوات النمساوية إلى خيمة السلطان، وقد كانت الخيمة محاطة بالوزراء والمعلمين للحماية. بينما كان يحاول بعض الجنود اقتحام الخيمة، ترك بعض الجنود النمساويون القتال، وبدأوا بجمع الغنائم. هاجم مربوا الخيول العثمانيون والطباخون وصانعوا الخيام والأشخاص المكلفين برعاية الجمال الجنودَ النمساويين الذين كانوا يجمعون الغنائم بكل ما استطاعوا أن يحصلوا عليه من أسلحة، فاستعملوا أدوات الطبخ والفؤوس التي كانوا يقطعون بها الخشب والمطارق التي كانوا يستعملونها في بناء الخيم. تفاجأ النمساويون وانسحبوا وهم مشوشون. سمع الجنود العثمانيون الذين كانوا يقاتلون في الخطوط الأمامية صراخ «العدو النصراني يهرب!» فرفع هذا من معنويات الجيش وقلبوا موازين المعركة. مع استخدام رئيسي للمدافع، هاجمت القوات العثمانية النمساويين عبر المقدمة والتفوا كذلك حول الجيش النمساوي-الترانسلفاني، ليقوموا بتوجيههم.

## ما بعد المعركة
بعد المعركة بفترة قليلة، قام السلطان محمد الثالث بتعيين شيغالازد يوسف سنان باشا صدراً أعظماً. وأرسل السطان إعلانا بالانتصار إلى إسطنبول ليخبرهم عن فتح قلعة إيغر وعن النصر في معركة هاجوفا. وصل الخبر إلى إسطنبول في تشرين الأول فنُظِّمت احتفالات عامة في المدينة. خلال هذه الاحتفالات، وصلت أربع سفنٍ كبيرة محملة بالسكر من مصر إلى مرفأ إسطنبول؛ لتضيف «الحلاوة» لأخبار الانتصار العسكري. مُنح السلطان لقب «فاتح إيغر».
سار جيش السلطان طوال شهر عائداً إلى إسطنبول منتصراً. عندما وصل الجيش، كانت مواكب النصر تحتفل بهم. كتب شعراء إسطنبول أشعاراً جميلة ومتميزة عن النصر وأُرسل منادوا المدينة إلى الشوارع والأسواق طالبين من الناس أن يزينوا المدينة ابتهاجاً بالنصر، وزينت المخازن والمتاجر بأقمشة غالية الثمن، وقد وصف هذا المشهد البديع من الألوان التي تعبقت بها المدينة في الأشعار.